# Бальмен, Антон Богданович
Граф Антон Богданович де Бальмен (1741 — 4 (15) октября 1790, Георгиевск) — курский и орловский генерал-губернатор, командир отдельного Кавказского корпуса.

## Биография
Представитель старинного шотландского рода де Бальменов, его отец в царствование императрицы Анны Иоанновны приехал в Россию и вступил в русскую службу майором. С детства Антон де Бальмен был записан в лейб-гвардии Преображенский полк. В 1758 году — прапорщик, через три года подполковник.
В 1770 году участвовал в русско-турецкой войне в качестве командира Ростовского карабинерного полка, где отличился при штурме Бендер и взятии приступом Перекопских укреплений и города Кафы. С 1774 года генерал-майор. Служил в армии на Украине, участвовал в ликвидации Запорожской Сечи. В 1780 году произведён в генерал-поручики.
С 27 сентября 1782 года командующий российскими войсками в Крыму, осуществлявший общее управление Крымской областью, военная ставка и административный центр Карасубазар. Подавил восстание Бахадыр II Герая против российского ставленника Шахин Герая.
Заботясь о сохранении спокойствия в Крыму, Г. А. Потемкин 4 мая 1783 года в ордере генералу де Бальмену писал: "Воля Ея императорскаго величества есть, чтобы все войска, пребывающие в Крымском полуострове, обращались с жителями дружелюбно, не чиня отнюдь обид, чему подавать пример имеют начальники и полковые командиры"; нарушители должны были отвечать "по всей строгости закона".
В 1784 году де Бальмен назначен директором Сухопутного шляхетского (1-го кадетского) корпуса. С 1786 по 1789 годы был генерал-губернатором Курского и Орловского наместничества. 20 ноября 1786 года за беспорочную службу 25 лет в офицерских чинах награждён орденом св. Георгия 4-й степени (№ 445 по списку Григоровича — Степанова).
С мая по октябрь 1790 года, во время войны с Турцией, был назначен командиром корпуса на Кавказ, где после неудачной экспедиции генерала Ю. Б. Бибикова к Анапе дела находились в крайне плохом состоянии. Бальмен прибыл на Кавказ совершенно больным чахоткой и 4 октября 1790 года скончался в Георгиевске. Среди прочих наград Бальмен имел орден св. Александра Невского.

## Потомки
Был женат на графине Елене Антоновне Девиер, внучке петровского сподвижника Антона Девиера (1682—1745). За заслуги графа де Бальмена императрица Екатерина II пожаловала его вдове 500 душ и несколько тысяч десятин земли, а детей поместила в учебные заведения за казённый счёт. В браке имели детей:
- Александр Антонович (1781—1848), воспитывался в первом кадетском корпусе. Состоял русским комиссаром при Наполеоне I во время пребывания последнего на острове Св. Елены в 1815—1821 годах. Его записки помещены в «Русском архиве» за 1868 год. Был женат на Глафире Николаевне Свистуновой (1801—18?). Дед Елизаветы Августовны Шаре (1858—1888), жены художника Сурикова Василия Ивановича (1848–1916).
- Софья Антоновна (ум. 1822), выпускница Смольного института, замужем за М. С. Козловским (1774—1853).
- Елена Антоновна, выпускница Смольного института.
- Карл Антонович (1786—1812), генерал-майор, умер от ран в Вильно.
- Пётр Антонович, выпускник Пажеского корпуса.
  - Яков (1813—1845), был адъютантом генерала А. Н. Лидерса и погиб на Кавказе в Даргинской экспедиции 1845 года, после него остались несколько альбомов великолепных рисунков, иллюстрирующих различные эпизоды Кавказской войны и военный быт времён Николая I. Ему посвящена поэма Т. Шевченко «Кавказ».
  - Сергей (1816— ?), близкий друг Тараса Шевченко, в 1848 году был арестован, находился под надзором полиции.
  - Александр (1819—1879), в русско-турецкую войну 1877—78 гг. командовал 3-й бригадой 2-й гвардейской кавалерийской дивизии.